# Igualada
Igualada – miasto w Hiszpanii, we wspólnocie autonomicznej Katalonia. W 2023 liczyło 41.287 mieszkańców.
Stanowi siedzibę comarki Anoia.
Z Igualady pochodzi Jordi Savall.
W mieście rozwinął się przemysł włókienniczy.